# Playas de Rosarito
Playas de Rosarito é um município do estado da Baja California, no México.

## Religião
| Grupo religioso                         | Número total de adeptos | Percentagem(%) |
| --------------------------------------- | ----------------------- | -------------- |
| Católicos                               | 58.915                  | 65,0%          |
| Protestantes                            | 13.927                  | 15,4%          |
| - Protestantes históricos ou reformados | 713                     | 0,8%           |
| - Pentecostais                          | 2.981                   | 3,3%           |
| - Não Pentecostais                      | 10.233                  | 11,3%          |
| Outros cristãos                         | 3.605                   | 4,0%           |
| Judeus                                  | 43                      | 0,05%          |
| Outras religiões minoritárias           | 64                      | 0,07%          |
| Sem religião                            | 8.445                   | 9,3%           |
| Não especificada                        | 5.669                   | 6,3%           |
| Total                                   | 90.688                  | 100%           |